# Cethosia timorensis
Cethosia timorensis är en fjärilsart som beskrevs av Hans Ferdinand Emil Julius Stichel 1907. Cethosia timorensis ingår i släktet Cethosia och familjen praktfjärilar. Inga underarter finns listade i Catalogue of Life.